# Passy (Métro Paris)

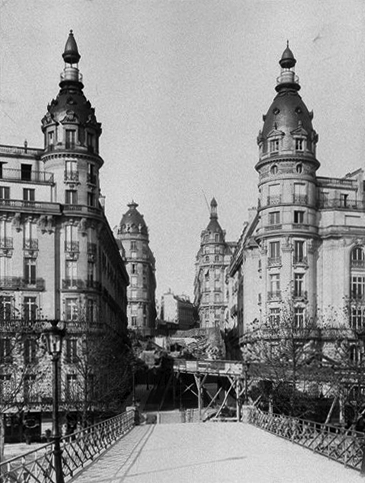
Die Rue de l’Alboni mit der im Bau befindlichen Station

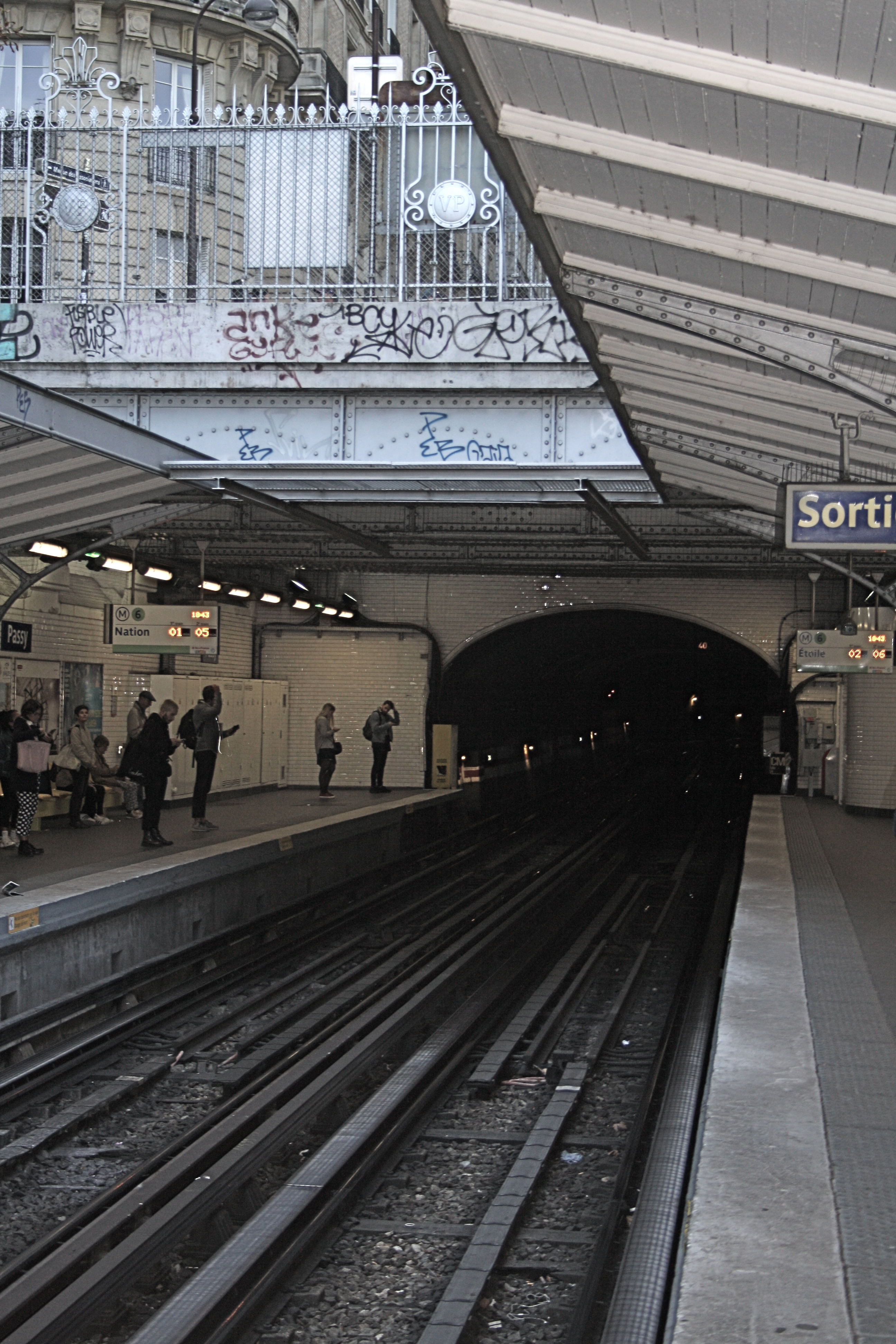
Unterirdischer Stationsteil und Tunnelmund

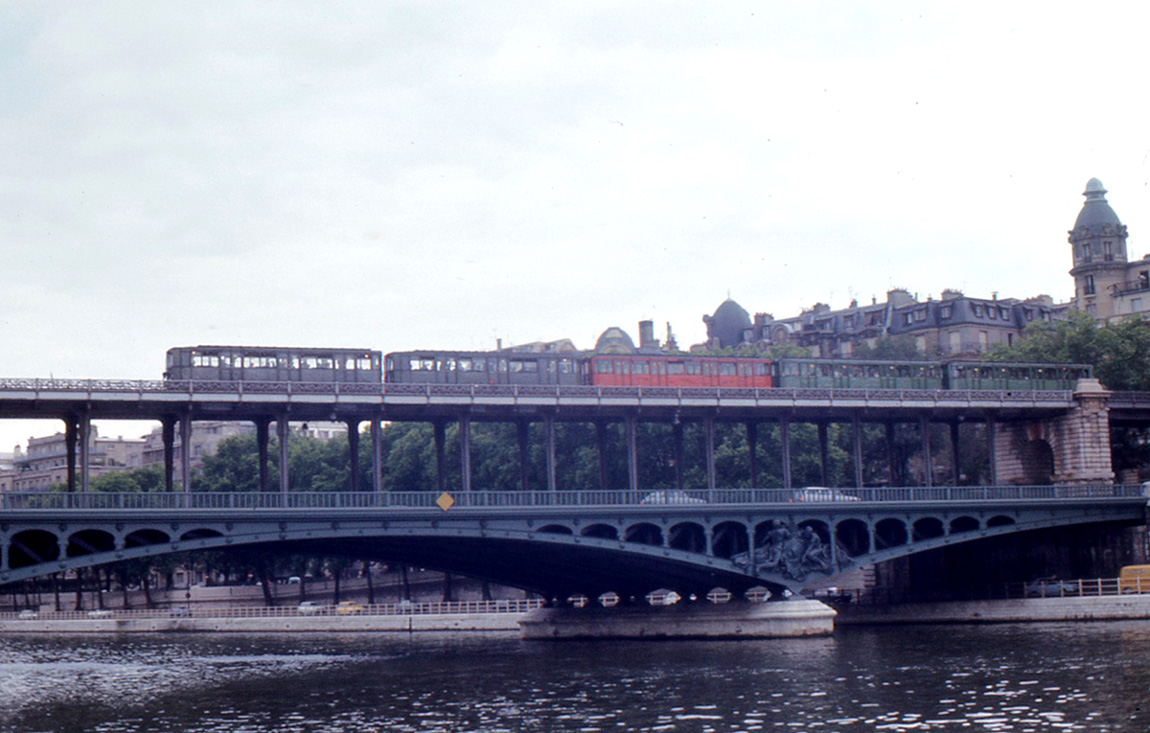
Viadukt auf der Seinebrücke Pont de Bir-Hakeim mit Zug der Bauart Sprague-Thomson, 1973

Der U-Bahnhof Passy [pasi] ist eine weitgehend oberirdische Station der Linie 6 der Pariser Métro.

## Lage
Die Station befindet sich am südöstlichen Rand des Quartier de la Muette im 16. Arrondissement von Paris. Sie liegt unter und über der Rue de l’Alboni nordwestlich der Avenue du Président Kennedy.

## Name
Das 16. Arrondissement wird auch Arrondissement Passy genannt. Passy war ein 1250 erstmals erwähntes Dorf, das 1860 nach Paris eingemeindet wurde.

## Geschichte
Als vorläufiger neuer Endpunkt der von Trocadéro kommenden damaligen Linie 2 Sud wurde die Station am 5. November 1903 in Betrieb genommen. Zunächst war die Station nur verkürzt ausgeführt, ihre endgültige Länge erhielt sie mit der Fortführung der Strecke nach Place d’Italie am 24. April 1906. Im Oktober 1907 wurde die bis dahin eigenständige Linie 2 Sud aufgegeben und zum südwestlichen Endabschnitt der Linie 5 (Étoile – Gare du Nord). Am 6. Oktober 1942 wurden die Linienverläufe erneut geändert, sodass seitdem die Linie 6 an der Station verkehrt.

## Beschreibung
Die 75 m lange Station liegt am Nordhang des Seineufers über dem südlichen Abschnitt der Rue de l’Alboni. Diese Straße wurde durch den Bau der Métro zweigeteilt. Ihr Nordabschnitt wird von der Bahn in Tunnellage unterfahren. Etwa auf halber Länge weist die Rue de l’Alboni ein starkes Gefälle auf und existiert dort nur noch in Form von zwei Treppen beiderseits der Métrostation. Die Strecke tritt dort aus der Böschung aus, der südöstliche Teil der Station quert auf einem Viadukt die Straße Square Alboni. Bereits im Tunnel beginnen die an den beiden Streckengleisen liegenden Seitenbahnsteige. Sie sind außerhalb des Tunnels auf ganzer Länge überdacht, ihre Seitenwände sind gemauert und nach außen hin mit geometrischen Mustern aufgelockert. Etwa auf halber Höhe der Treppen befinden sich die beiden Zugänge zur Station.
Südöstlich anschließend überquert die Strecke als Hochbahn auf der zwischen 1903 und 1906 neu errichteten Brücke Pont de Bir-Hakeim (vor 1949: Pont de Passy) die Seine.

## Fahrzeuge
Zunächst liefen auf der damaligen Linie 2 Sud Vier-Wagen-Züge aus zwei kurzen, zweiachsigen Beiwagen und entsprechenden Triebwagen an den beiden Zugenden. Erst nach der Erweiterung der Station und der Weiterführung der Linie bis Place d’Italie konnten längere Züge eingesetzt werden. Ab ca. 1910 verkehrten auf der Strecke Züge der Bauart Sprague-Thomson. Im Juli 1974 wurde die Linie 6 auf gummibereifte Fahrzeuge umgestellt, seitdem verkehrt dort die Baureihe MP 73. Seit Januar 2023 wird auch die Baureihe MP 89 CC auf der Linie 6 eingesetzt.

## Sonstiges
In unmittelbarer Nachbarschaft der Station Passy, im Haus 1 Rue de l’Alboni (im Film: Rue Jules Verne), spielt die Haupthandlung des Films Der letzte Tango in Paris.

## Galerie

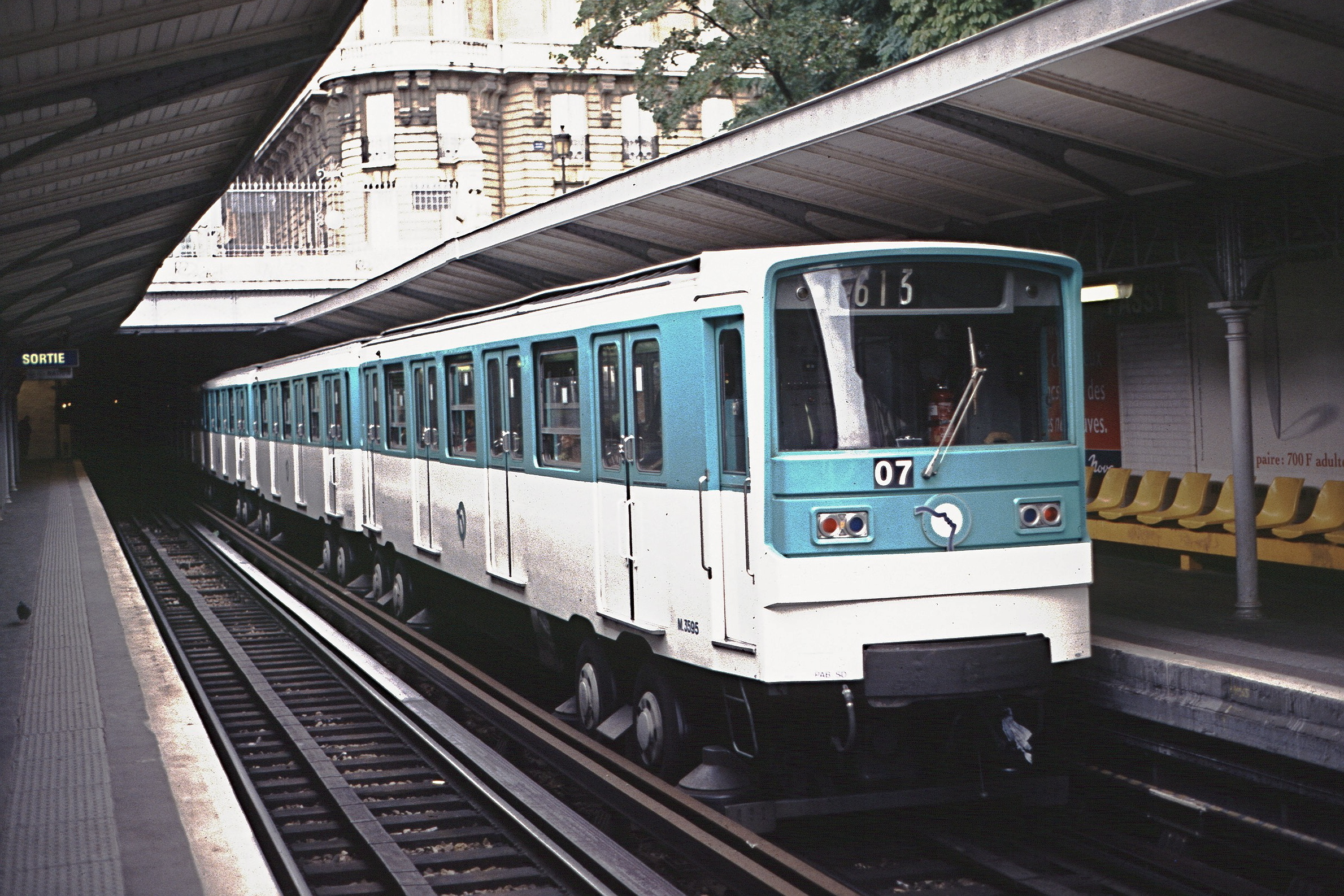
Am Bahnsteig Richtung Étoile ein Zug der Baureihe MP 73, 1994
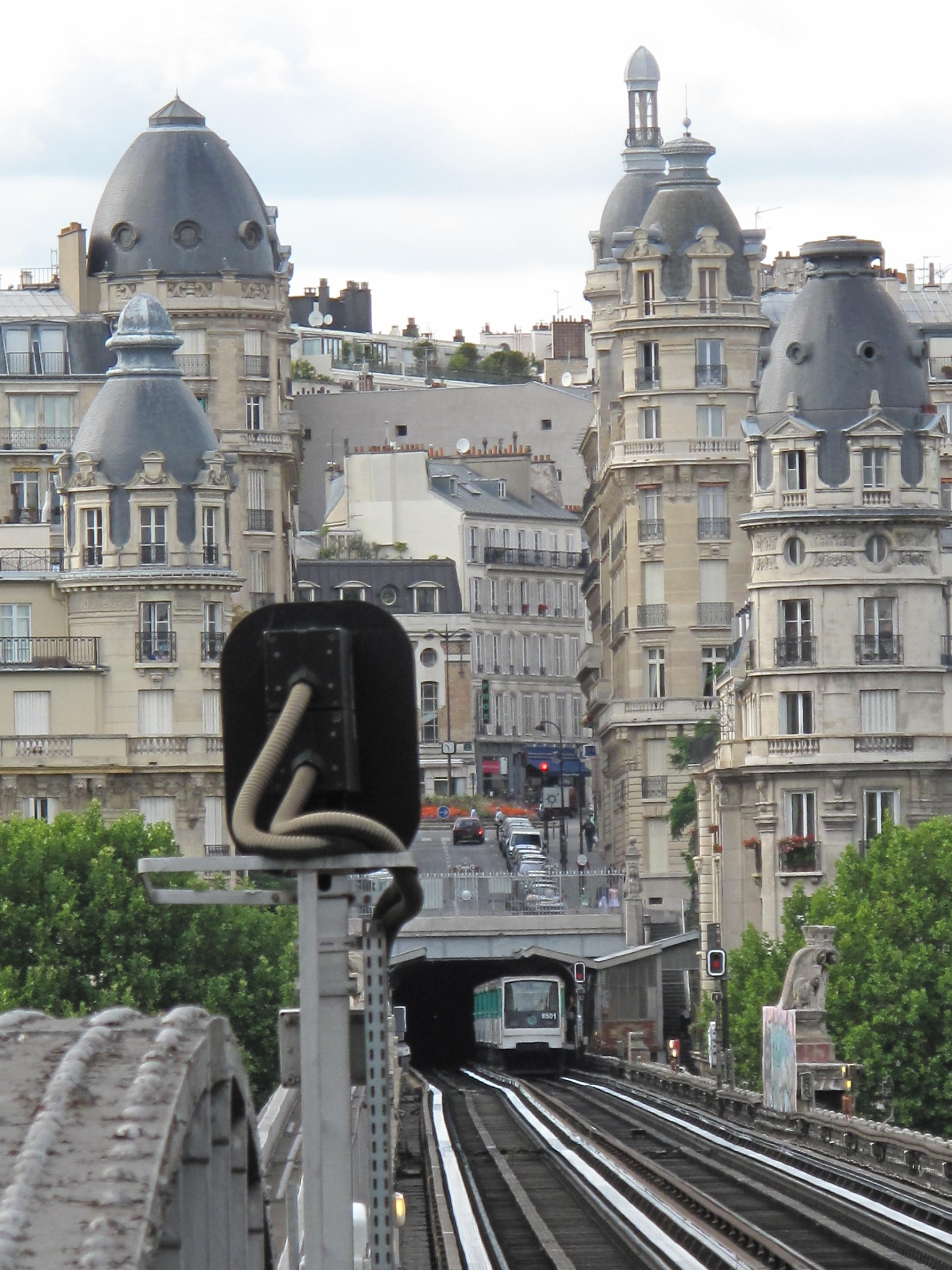
Blick über die Seine auf die Station Passy, modernisierter Zug der Baureihe MP 73, 2007
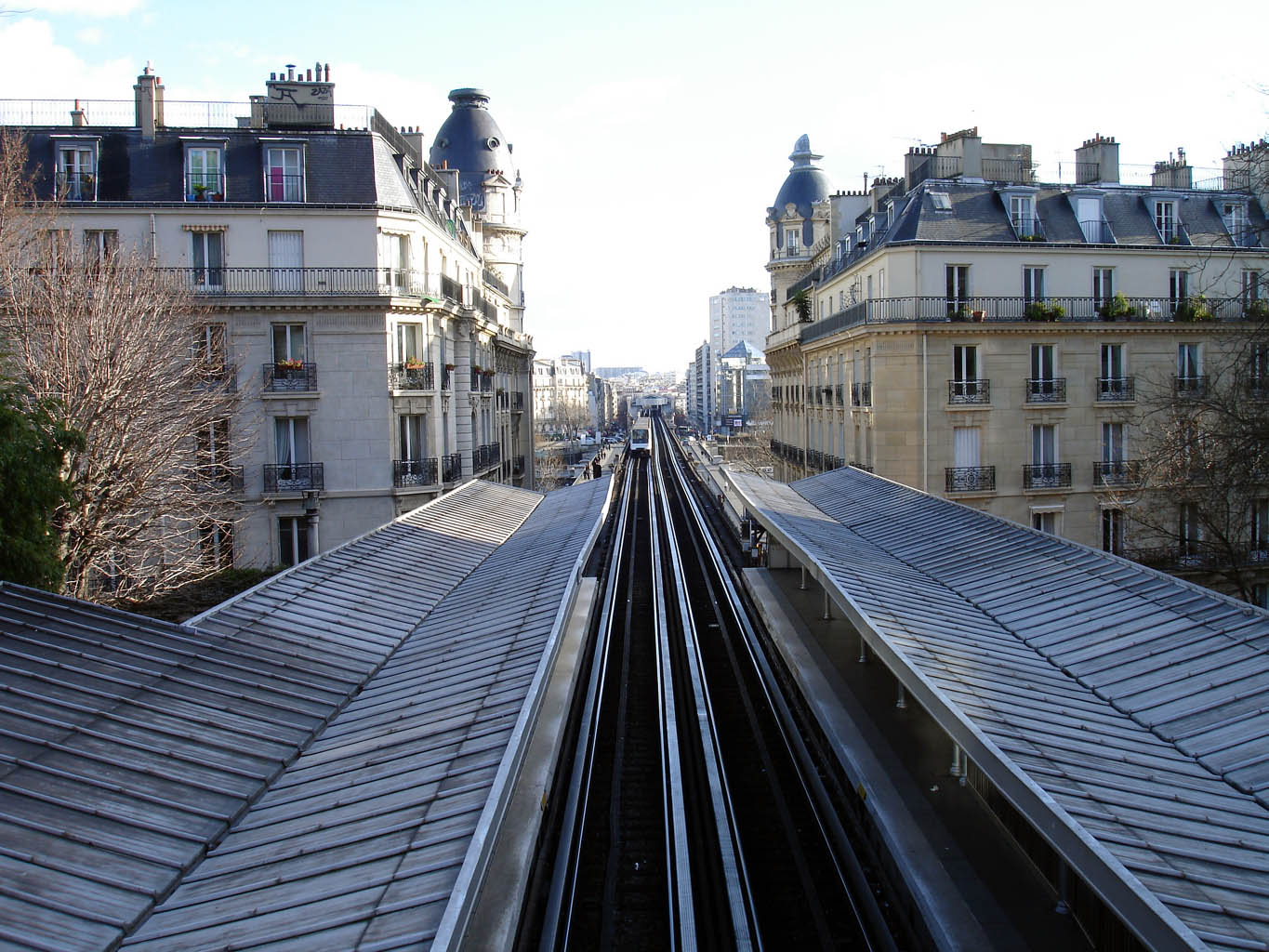
Blick über die Station zum Pont de Bir-Hakeim
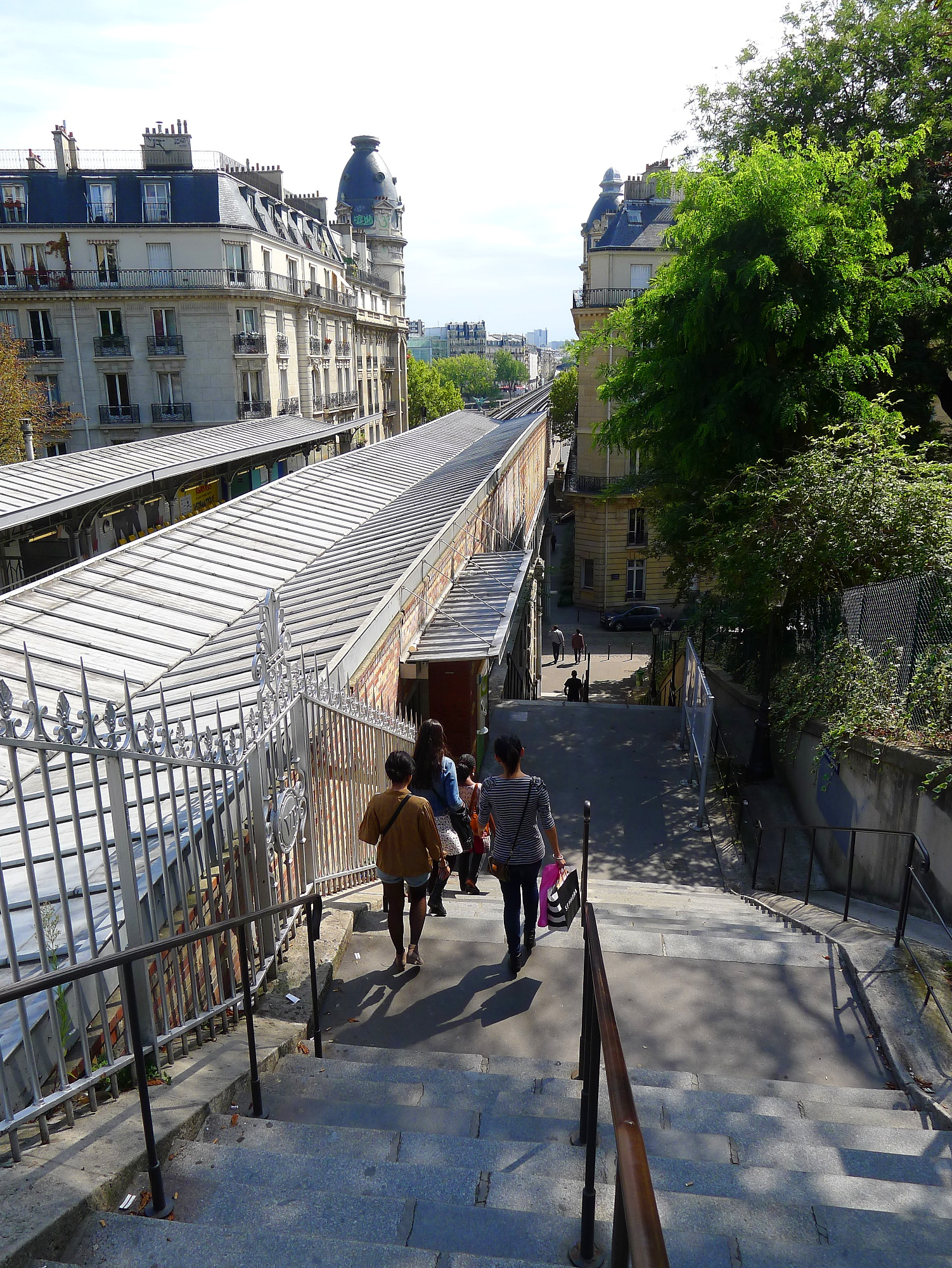
Westliche Fußgängertreppe, auf halber Höhe der Eingang zur Métro